# Кріс Корнер
Кріс Корнер (англ. Chris Corner) (23 січня 1974 Мідлсбро, Англія) — британський музикант, продюсер, автор-виконавець, один з засновників електронного гурту Sneaker Pimps та IAMX.

## Життєпис
Кріс Корнер народився 23 січня, 1974 року у місті Мідлсбро, графство Клівленд, у звичайній сім'ї робочого класу. У юнацтві він захоплювався музикою, кіно та архітектурою. Врешті-решт перемогло бажання займатись саме музикою. Свої перші музичні експерименти він почав робити разом зі своїм другом Лайамом Хоуі. Вони створювали абстрактну інструментальну музику і встигли видати декілька альбомів на інді-лейблах. Сам їхній творчій дует отримав назву Line of Flight, на базі якого у 1995 році формується новий повноцінний гурт Sneaker Pimps. Слід відзначити, що попри те що у колективі з'явились вокалістка та інші музиканти, Кріс та Лайам залишались головними творчими одиницями, які писали музику та працювали над аранжуванням (тексти до пісень писав Кріс, разом зі своїм добрим знайомим Іеном Пікерінгом — фронтменом гурту «Transporter»). Цей творчий тандем отримав назву Line of Flight (укр. Лінія польоту).
SP встигли видати три студійних альбоми, два останні були записані з Корнером як під-вокалістом. Після розформування SP у 2003 році, Кріс розпочав свій сольний проект IAMX. Усамітнившись з гітарою і луп-машиною у власній студії звукозапису, яка залишилася у нього в Лондоні, Кріс Корнер оформив свої нові ідеї і в 2004 році випустив дебютний міні-альбом IAMX «Your Joy Is My Low», а слідом за ним і лонг-плей «Kiss & Swallow». За основу цього дебютника були частково взяті пісні заплановані для четвертого альбому Sneaker Pimps.
Від студійної роботи до постановки шоу — все робилось лише одним Корнером, при дуже мінімальних фінансових внесках. Не зважаючи на такі аскетичні умови, IAMX отримав певне визнання серед європейської музичної преси. У самого ж Кріса з'явилось багато окремих проектів, на кшталт продюсування альбомів гурту Robots in Disguise, та записом саундтреку до французького фільму «Les Chevaliers du Ciel» (2005).
«IAMX врятував мене як артиста — упевнений Корнер — Концепція проекту полягала в тому, щоб об'єднати спонтанний, вибуховий електронний саунд, темні, образні тексти і меланхолійні мелодії. За кілька років IAMX перетворився на незалежний і впізнаваний проект з характерним звучанням, яке поступово ставало все більш агресивним і живим — в першу чергу, завдяки живим концертам».
У 2006 році Кріс переїздить до Берліна. Він селиться у будівлі побудованій за часів НДР. Трохи згодом виходить другий альбом IAMX — The Alternative. Спочатку він був виданий у Німеччині та Швейцарії, а згодом — і у всій Європі. Як і раніше, Корнер працював один над новим альбомом.
З часом, навколо Кріса починалися з'являтися нові люди, менеджмент IAMX став налічувати вже дев'ятьох осіб — завдяки цим змінам Корнер почав випробувати свої таланти у інших сферах, на кшталт кіно, інсталяції та ін. Так він відвідав щорічну велику мистецьку виставку у Техасі.

## Дискографія
Sneaker Pimps
- 1996 :: Becoming X
- 1998 :: Becoming Remixed
- 1999 :: Splinter
- 2002 :: Bloodsport

IAMX
- 2004 :: Kiss + Swallow
- 2006 :: The Alternative
- 2009 :: Kingdom of Welcome Addiction
- 2011 :: Volatile Times
- 2013 :: The Unified Field
- 2015 :: Metanoia